# Stenalcidia tristaria
Stenalcidia tristaria är en fjärilsart som beskrevs av William Schaus 1901. Stenalcidia tristaria ingår i släktet Stenalcidia och familjen mätare. Inga underarter finns listade i Catalogue of Life.